# Breda quinquedentata
Breda quinquedentata är en spindelart som beskrevs av Badcock 1932. Breda quinquedentata ingår i släktet Breda och familjen hoppspindlar. Inga underarter finns listade.